# Palazzo dell’ex Monte di Pietà
Der ehemalige Palazzo del Monte di Pietà ist ein Palast aus dem 18. Jahrhundert in San Felice sul Panaro in der italienischen Region Emilia-Romagna. Er liegt an der Piazza Giacomo Matteotti 23, neben dem Palazzo della Sede storica della Banca Popolare.

## Geschichte
Der Monte di Pietà in San Felice sul Panaro wurde auf einen Stadtratsbeschluss hin 1560 gegründet. Letzterer wurde 1585 durch den Herzog von Modena, Alfonso II. d’Este, bestätigt, der auch die Kapitel genehmigte. Anders als andere, vergleichbare Institute im Herzogtum der D’Estes führte die Eröffnung dieses Monte di Pietà nicht zur Schließung der Kreditbanken der jüdischen Gemeinde.
Das anfängliche Vermögen des Kreditinstituts wurde durch jährliche Einzahlungen gebildet und in der Folge erhielt es die Geldbußen, die wegen Blasphemie verhängt wurden, den Nießbrauch der Gruben der Rocca Estense und Kollekten, die an Ostern, an Mariä Geburt, an Allerheiligen und an Weihnachten gesammelt wurden.
Der Monte di Pietà wurde von einer Kongregation geleitet, zu der „der Herr Bürgermeister, der Monsignore Erzpriester und der Hochwürden Pater Vormund von St. Bernhard, der Herr Doktor und der großartige Schatzmeister der Gemeinde, die Herren Superintendenten, der großartige Syndikus“ gehörten. Darüber hinaus setzte sich die gewöhnliche Verwaltung aus zwei Konservatoren und dem Schatzmeister zusammen, die jährlich am Tage der Erscheinung des Herrn gewählt wurden.
Der Monte di Pietà gewährte Kredite auf Zinsen, die zwei Drittel des Wertes der Preziosen, die bei dem Institut [als Pfand] hinterlassen wurden, nicht überstiegen, oder den halben Wert der Gemeinschaftsware. Kredite durften nicht an „Personen mit schlechtem Lebenswandel (...), wie Spieler, Lästerer, Verschwender oder Frauen mit gleichermaßen schlechtem Lebenswandel, Meinung oder Ruf“ ausgegeben werden.
1623 bestätigte sich ein gravierender Skandal nach der Flucht des Schatzmeisters mit dem gesamten Vermögen des Institutes, das vorübergehend geschlossen werden musste: Der Herzog Cesare d’Este musste dann die Finanzen des Monte di Pietà wieder auffüllen, aber dann hielt er sich beim Bruder und beim Onkel des verschwundenen Schatzmeisters schadlos. Der Monte di Pietà wurde 1631 wieder eröffnet, aber wurde innerhalb eines knappen Jahres erneut vom neuen Schatzmeister ausgeraubt.
1744 wurde wegen der schlechten Verwaltung ein neues Reglement erlassen, in dem alle Aufgaben und Abläufe klar festgelegt wurden, die die Verwalter erfüllen mussten, indem man auch strenge Normen für die Buchführung einführte.
1775 beschloss die gemeinnützige Kongregation von San Felice sul Panaro angesichts der Verbesserung des Geschäftsgangs den Bau des heutigen Gebäudes, in dem der Zoll und der Monte di Pietà untergebracht werden sollten, der, umbenannt in „Monte di Credito su Pegno“ (dt.: Berg des Kredits auf Zinsen), bis 1973 hier seinen Sitz hatte und dann in der Sparkasse Mirandola aufging.
Später wurde der Palast Sitz der Banca Popolare di San Felice sul Panaro, die am 19. Februar 1893 von Emilio Tosatti gegründet worden war und heute „Sanfelice 1893 Banca Popolare“ heißt. In dem Palast sind die Repräsentationsräume der Bank und die Büros der Geschäftsleitung, sowie die des Verwaltungsrates untergebracht.
Der Palast, der beim Erdbeben in Norditalien 2012 stark beschädigt wurde, wurde nach und nach restauriert und war nach drei Jahren wieder öffentlich zugänglich.

## Beschreibung

Der Palazzo della Sede storica della Banca Popolare

Der Palast hat vier Stockwerke (einschließlich dem Souterrain) und ist mit reich mit Fresken verzierten Decken, Reproduktionen von Postkarten aus dem Beginn des 20. Jahrhunderts in jedem Stockwerk, sowie antiken Möbeln und Gemälden dekoriert.
Die Fassade ist durch einen Laubengang gekennzeichnet, über dem eine wertvolle Sonnenuhr, geschaffen von Antonio Costa und ein Fresko von 1777 des venezianischen Malers Giacomo Moretti angebracht sind, auf dem „Die Ablage“ abgebildet ist, eine Kopie eines Gemäldes in Besitz der gemeinnützigen Kongregation von Felice sul Panaro. Das Fresko wurde Fermo Forti in der zweiten Hälfte des 19. Jahrhunderts retuschiert.
Im Souterrain gibt es einen Saal mit Tonnengewölbedecke, in dem man eine Dauerausstellung der Salame di San Felice (dt.: Salamis von San Felice sul Panaro), einem traditionalen Lebensmittel aus landwirtschaftlicher Produktion in der Emilia-Romagna, findet.
Rechts des Palast liegt das Oratorio di Santa Croce, das 1725 erbaut wurde, während zu seiner Linken der Palazzo della Sede storica della Banca Popolare steht.